# Damaskinos van Athene

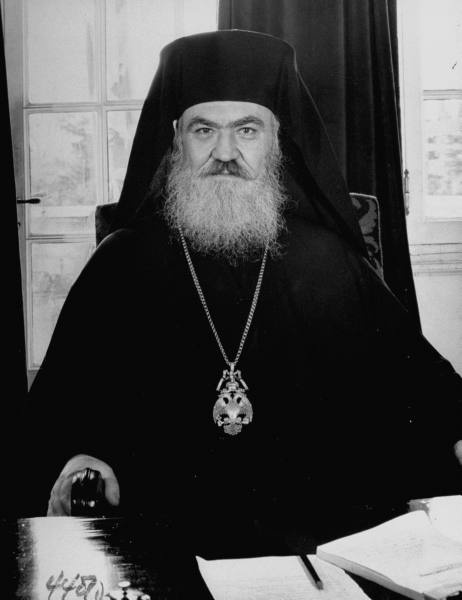
Damaskinos Papandreou in 1945.

Damaskinos van Athene (eigenlijk Dimitrios Papandreou) (Grieks: Δαμασκηνός Παπανδρέου) (Dorvitsa, 3 maart 1891 - Athene, 19 mei 1949) was een Grieks aartsbisschop van Athene en eerste minister.

## Levensloop
Papandreou studeerde rechten en literatuur aan de Universiteit van Athene. In 1917 trad hij toe tot de geestelijkheid.
In 1918 werd hij metropoliet van Korinthe en in 1938 aartsbisschop van de Grieks-orthodoxe Kerk. Dit laatste mandaat kon hij pas vanaf 1941 uitvoeren, omdat hij tijdens de dictatuur van Ioannis Metaxas onder huisarrest in een klooster moest verblijven wegens zijn liberale opvattingen.
Toen Griekenland in het voorjaar van 1941 bezet werd door de Duitse Wehrmacht, werd Papandreou de belangrijkste figuur van het niet-communistische verzet. Tijdens de bezetting bouwde hij een netwerk van geestelijken uit dat de noodsituatie van het volk probeerde te verminderen. Ook trad Papandreou op tegen de deportatie van dwangarbeiders, gijzelnemingen en de bedreigingen van de Griekse Joden door de Duitsers. Door deze acties kreeg hij van Israël de titel Rechtvaardige onder de Volkeren.
Na de bevrijding van Griekenland ontstond de Slag om Athene tussen Britse troepen gesteund door de Griekse regering en communistische troepen. Op een aansluitende conferentie met vertegenwoordigers van verschillende politieke partijen kreeg Papandreou het voorzitterschap. Daarop werd hij op 30 december 1944 door de nog steeds in ballingschap zijnde George II op aanraden van Winston Churchill benoemd tot regent. Als regent maakte hij de beginfase van de Griekse Burgeroorlog mee. Nadat George II in september 1946 na een positief referendum terug mocht keren naar Griekenland, eindigde op 28 september 1946 zijn regentschap. 
Naast zijn regentschap leidde Papandreou van 17 oktober tot 1 november 1945 een voorlopige regering.
- Bibliothèque nationale de France: cb16198044k (data)
- Gemeinsame Normdatei: 119153351
- International Standard Name Identifier: 0000 0001 1769 2224
- Library of Congress Control Number: n84237494
- Nationale bibliotheek van Australië: 35995671
- Nationale Bibliotheek van Israël: 987007407695705171
- Nederlandse Thesaurus van Auteursnamen: 075151146
- Trove: 1177649
- Virtual International Authority File: 70346000
- WorldCat: E39PBJpdRMhqtXx9DbV8DXCqQq